# 아누크 에메
아누크 에메(Anouk Aimée, 1932년 4월 27일~2024년 6월 18일)는 프랑스의 배우이다.

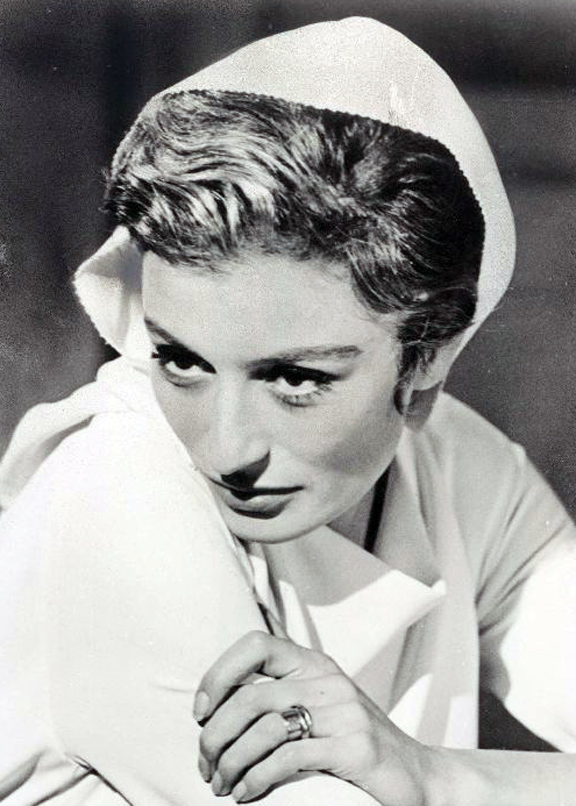
아누크 에메, 1963년

## 출연 작품

### 영화
- 《롤라》
- 《저스틴》
- 《남과 여》
- 《남과 여 20년 후》 (1986, Un homme et une femme : Vingt ans déjà)
- 《8과 1/2》
- 《남과 여: 여전히 찬란한》

### 드라마
- 《나폴레옹》 (A&E) - 레지티아 보나파르트 역